# ふじスポーツ広場
ふじスポーツ広場（ふじスポーツひろば）は、北海道夕張郡栗山町富士に所在する施設で、サッカーを主とした町営の多目的グラウンドとして、1995年（平成7年）にオープンした。天然芝や夜間照明灯を有し、Jリーグのサンフレッチェ広島の合宿やコンサドーレ札幌（現・北海道コンサドーレ札幌）の練習場、コンサドーレ札幌ユースチームの練習拠点に使用された実績がある。

## 沿革
1995年（平成7年）、栗山町は、前年まで町民から泥捨て場といわれていた町有空き地に天然芝サッカーコート2面と夜間照明6基を有する、面積40,429 m2の本格的な多目的広場を整備した。
空知総合振興局管内でナイターゲームが可能なサッカー場は、栗山町の「ふじスポーツ広場」が初めて。指定管理者は町内企業の株式会社スイテック。
当時は北海道内でも珍しい天然芝のスポーツ広場として、プロサッカーリーグのサンフレッチェ広島や北海道コンサドーレ札幌の合宿、コンサドーレ札幌ユースチームの練習拠点に使用された。
総工費は2億1,845万4,000円。翌1996年（平成8年）も4,120万円をかけて、管理棟やトイレなどの整備を進め、乗用車120台収容の駐車場も整備した。
オープン式には、完成式には町民ほか約100人が出席。サンフレッチェ広島の今西和男総監督ら8人がテープカットを行い、使い初めとしてサンフレッチェ広島がのトップチーム（一軍）メンバーら26人が公式練習を行った。
1996年（平成８年）、町長の佐藤逾がコンサドーレ札幌に練習場の活用を申し入れ、同チーム拠点となった。同年5月9日には、所属選手であるアルシンドやペレイラが公開練習に参加し歓迎セレモニーも行われた。岡田武史の特別講演会や町民との交流会も実現した。
1997年（平成9年）、コンサドーレ札幌ユースチームが栗山を本拠地として同広場が練習拠点となった。選手は栗山高等学校へ通学しながら民間アパートで寮生活を行い、同広場で練習に励んだ。

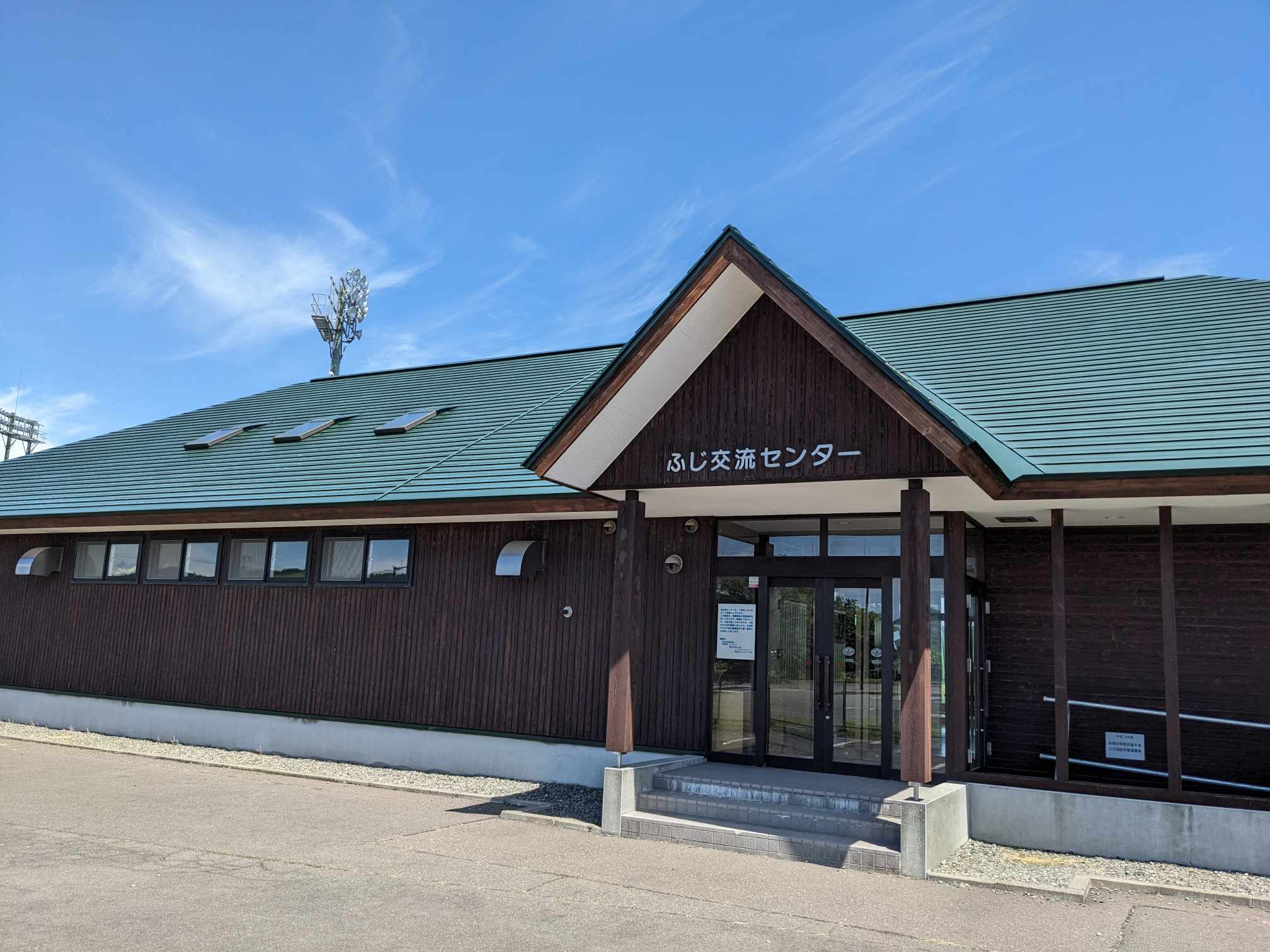
ふじ交流センター

2001年（平成13年）10月1日、北海道産材を活用したクラブハウス「栗山町ふじ交流センター」を完成した。総工費は7,629万5,000円。町負担は約700万円で残りは林野庁の補助金を活用している。
栗山サッカー協会主催による町民サッカー大会「Kリーグ」のほか、全道少年サッカー大会等、全国高校サッカー大会の地区予選などの大会が多く開催されている。

### サッカー誘致活動
1994年（平成6年）からサッカーによる地域活動として、サンフレッチェ広島やコンサドーレ札幌のユースチームの誘致など官民挙げて取り組んだほか、2002 FIFAワールドカップ合宿誘致活動において、2000年（平成12年）に南米サッカー連盟会長のニコラス・レオスを栗山へ来訪。翌年2001年（平成13年）、訪問を記念して愛称を「レオス・パーク」と記念碑を除幕している。

### 主な出来事
- 1995年（平成7年）7月14日 - こけら落としとして、サンフレッチェ広島が公開練習[7]。
- 1995年（平成7年）8月1日 - 10日までサンフレッチェ広島が強化合宿。サテライト（二軍）やユースの選手ら総勢40人が参加[16]。
- 1995年（平成7年）8月10日 - 17日まで日本女子サッカーリーグのベレーザ（現日テレ・東京ヴェルディベレーザ）が強化合宿を実施[17]。
- 1996年（平成8年）2月22日 - ジャパンフットボールリーグ（JFL）の東芝サッカー部（コンサドーレ札幌の前身）の練習場に決定[18]。
- 1996年（平成8年）5月7日 - コンサドーレ札幌が練習を開始[19][20]。
- 1996年（平成8年）7月29日 - 8月3日までサンフレッチェ広島が強化合宿。ビム・ヤンセン監督はじめ選手やスタッフ合わせて30人が参加[21]。
- 1996年（平成8年）8月2日 - サンフレッチェ広島とコンサドーレ札幌の練習試合が行われた[22]。
- 1997年（平成9年）5月3日 - コンサドーレ札幌ユースチームが、栗山を本拠地とし同広場を拠点とし[8][9]練習を開始[23]。
- 1997年（平成9年）8月26日 - 30日までサッカー日本代表候補U-15が合宿した[24]。
- 1997年（平成9年）8月29日 - コンサドーレ札幌ユースチームが、サッカー日本代表候補U-15と練習試合を行った[25]。
- 1997年（平成9年）11月29日 - TBSのスポーツ番組「筋肉番付」内の「キックターゲット」において同広場で収録・放送され、コンサドーレ札幌のルイス・カルロス・ペレイラ、ウーゴ・エルナン・マラドーナ、後藤義一ら3選手が出演した[26]。
- 1998年（平成10年）9月13日 - 日本に遠征していたブラジル・サンパウロ州の「グアラニＦＣ」ユースチームがコンサドーレ札幌と親善試合を行った[27]。
- 2000年（平成12年）11月23日 - 南米サッカー連盟のレオス会長ら11人を招き、スポーツ広場で歓迎セレモニーを開催された。
- 2000年（平成12年）11月29日 - 2002FIFAワールドカップ合宿誘致で、合宿が内定していたメキシコチームやメキシコサッカー連盟ら同広場を視察。[28]。
- 2001年（平成11年）6月30日 - 「レオス・パーク」オープニングセレモニー開催。キリンカップで日本代表と対戦するパラグアイ代表のチラベルトが出席した[29]。
- 2001年（平成13年）8月10日 - 11日まで「2001北海道招待国際ユース大会」に出場するメキシコのU-18代表チームが同広場で練習し、ホセ・ルイス・レアル監督らスタッフ7人と選手18人が参加。地元のサッカー少年団と交流した[30]。
- 2001年（平成13年）10月11日 - クラブハウス「ふじ交流センター」が完成[11]。
- 2004年（平成16年） - 札幌サンクＦＣが栗山に拠点を移し、サンクFCくりやま（現・BTOP北海道）として同広場で練習を開始[31]。
- 2007年（平成19年）8月29日 - 30日まで駒沢大学サッカー部が、町内で初合宿[32]。

## 施設概要
（この節の出典：）
- 面積 - 40,429 m2
- コート - 天然芝120 m×143 m（サッカーコート2面分）
- 設備 - 照明6基、防球ネット、フェンス、管理棟、トイレ
- 交流センター - 研修室・シャワールーム・ロッカールーム[33]

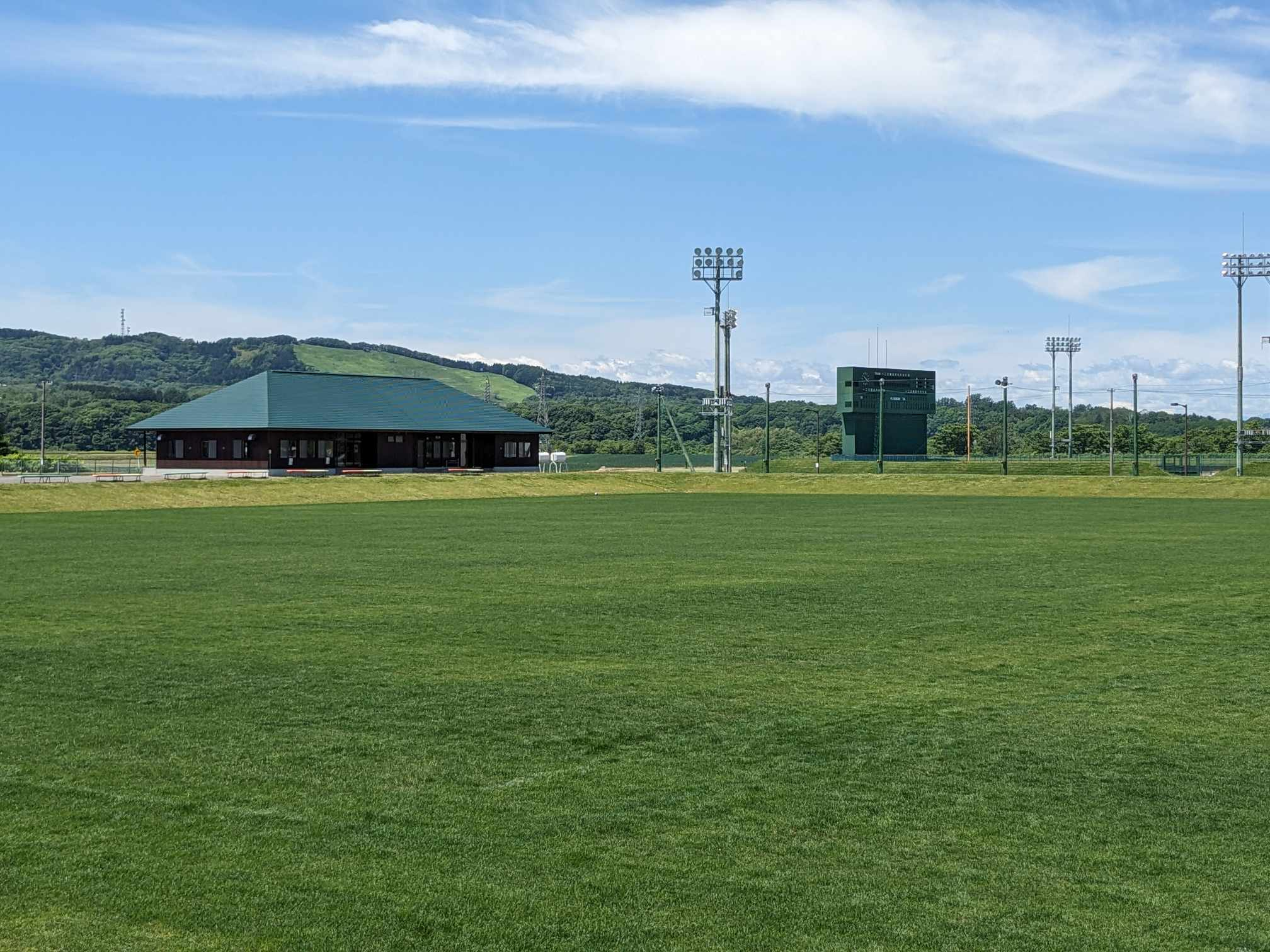
天然芝グラウンド（奥に照明とふじ交流センター）
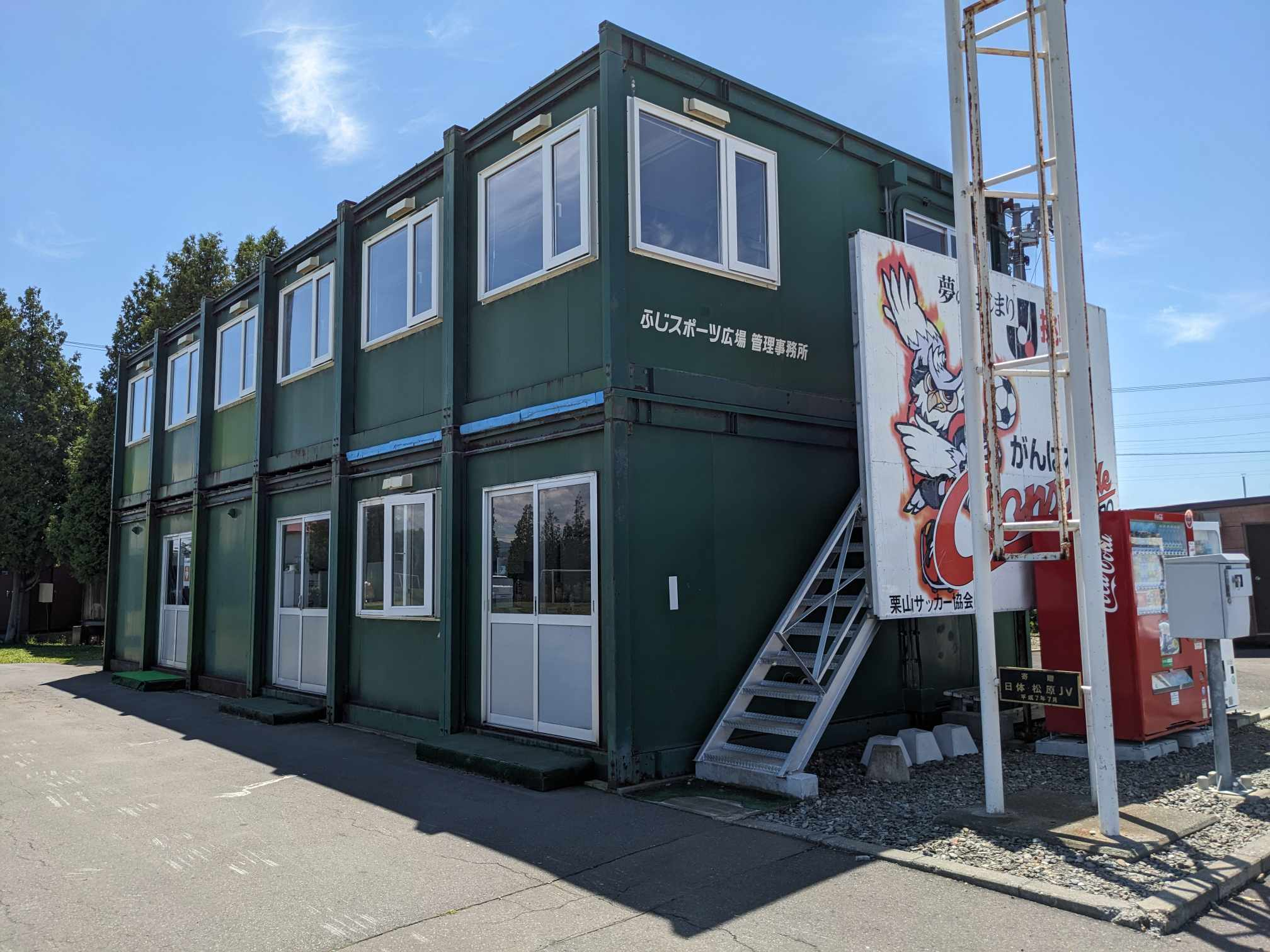
管理棟
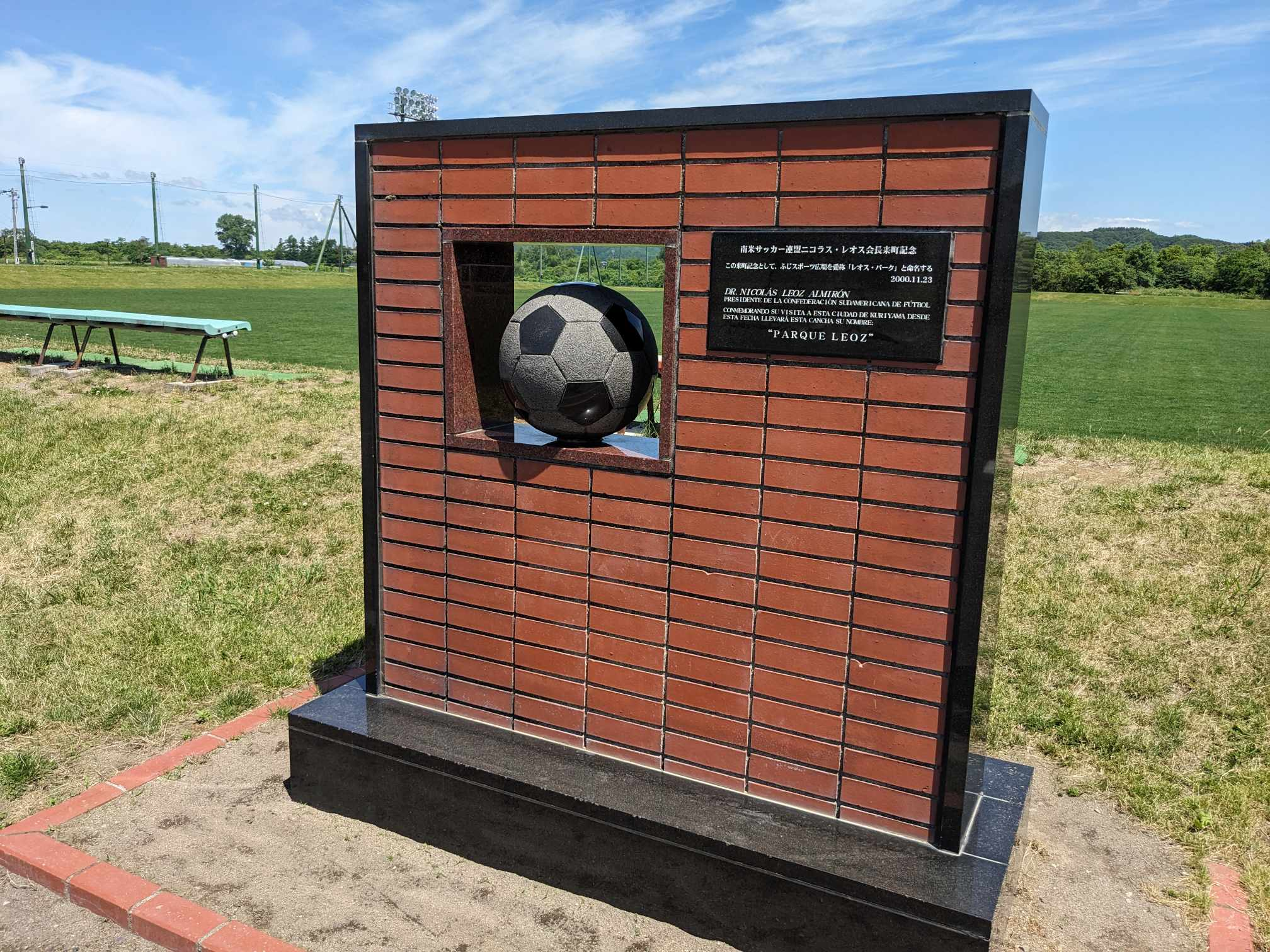
レオスパーク記念碑

## アクセス
- 北海道夕張郡栗山町富士23番地5
- 交通 - JR栗山駅から車5分、徒歩20分